# 17208 Покровська
17208 Покровська (17208 Pokrovska) — астероїд головного поясу, відкритий 5 січня 2000 року.
Тіссеранів параметр щодо Юпітера — 3,346.